# 彭楚盈白骨案
彭楚盈白骨案是發生於1999年10月香港的一宗未解決死亡案件。案中死者為模特兒彭楚盈（1965年11月—1995年6月），原名彭寶嬌，她的遺體被人發現於油麻地華德大廈15樓一單位內，因為遺體被發現時估計已死去四年，所以屍體早已化成白骨。由於骸骨身首異處，而且涉及前政務司司長陳方安生的兄長方曼生，此案被揭發時在香港引起很大轟動。案件中有頗多疑點，但是案件揭發後警方並沒有採取行動。
翁靜晶指當年彭楚盈的骸骨在單位內被發現後，由於身首異處，首隊到場的警員即時列此案為「謀殺案」，但半小時後，有另外一隊警察（應該是九龍城警署的）接手，立即將案件降級改為「屍體發現案」。翁靜晶指九龍城警署的主管是一位外籍女警司，她是陳方安生的閨密。當初新聞公報時，並沒出報導單位業主是陳方安生的胞兄方曼生，而死者是方曼生的情婦。翁靜晶憶述當年記者到場採訪時，方曼生只表示自己是單位業主、彭楚盈是租客，方曼生指出，因彭楚盈6年都沒有交租，於是他找人來收樓，便發現屍體。

## 死因聆訊
2005年，彭楚盈家人透過律師翁靜晶及立法會議員梁耀忠協助，向傳媒披露事件始末，並懷疑有勢力人士阻止當日案件調查，2005年5月警方重新調查案件。2005年6月29日，劉慧卿議員在立法會向保安局局長提問，指有一名女子死去4年多後才被發現，警方經調查後沒有對任何人提出起訴，死因裁判官亦沒有召開死因研訊，部分關鍵證物更下落不明，因此死者胞妹懷疑警方及死因裁判官沒有秉公辦理該宗案件。
2005年11月，新上任的律政司司長黃仁龍宣佈將會再次調查此案，並進行死因聆訊（案件編號：CCDI 1242/2005）。
2006年2月20日，死因庭召開關於彭楚盈案的死因聆訊（同日上午方曼生的母親方召麐心臟病入院，下午因心臟衰竭逝世）。彭楚盈母親被傳召作供，彭母表示彭楚盈在十六歲時，為方便工作遷出獨居，她初時任職餐廳收銀員，一年後轉職模特兒。不久女兒便與年紀頗大而且已婚、任職律師的方曼生在一起，自始她便在對方的經濟支持下生活，辭去模特兒工作，兩人交往十年，彭楚盈曾經為方曼生三度墮胎。案發現場的警員指出，彭楚盈骸骨被發現時，只剩一副布滿屍蟲的白骨，橫陳在睡床側地面上，頭骨跌落床邊一個垃圾桶內。鑑證人員發現彭楚盈骨骼不曾受創，但在她殘餘的頭髮中找到海洛英痕。警員在彭楚盈頭骨當時所處的垃圾桶內，檢取一個曾使用過的避孕套，但事後未有就此進行科學化驗。另外，在案發的單位內找到彭的證件、千多元現金、首飾及小量海洛英。
2006年3月21日，經過二十一日的死因聆訊，死因庭的陪審團退庭商議。約4小時後，五名陪審員一致裁定彭楚盈的死因是「死於不幸或意外」。死因研訊主任紀麗平表示，陪審團在作出全面考慮後，完全排除了彭是非法被殺及自殺的可能性，認為彭較有可能是意外嗆喉窒息或服藥過量致死。

## 案件疑點

### 翁靜晶指出的六大疑點
當時為彭楚盈翻案的律師翁靜晶指出的案中有六大疑點：
1. 彭楚盈的屍體被發現於油麻地華德大廈其中一個(單)位內，而單位則屬於前政務司司長陳方安生的兄長方曼生。
2. 死者並不是窮途末路和吸毒者。
3. 翁表示：「有人曾經通過死者去炒樓，欠下稅局龐大稅款，以致雙方交惡，種下禍端。」
4. 在死者失蹤的期間，涉事單位電費昂貴，懷疑有人一直開冷氣，掩蓋屍味。屋主一直支付水電費及管理費。
5. 有關人士的親密合照，已經完全消失在單位中。接著，警方(把)案列為「最高機密」，任何人不准查問。
6. 翁指出對全案最關鍵證物「避孕套」的去向提出疑問：「誰是兇手？誰是最後與死者發生性行為的人？取決於避孕套的DNA。但這避孕套的去向，警方作供時說，已經交給化驗所。化驗所作供卻說，從未從警方收到有關証別。」

### 其他疑點
1. 彭楚盈的骸骨被發現時，身首異處，頭骨脫落在垃圾筒內，和其軀體分開。
2. 警務處並無通報保安局，時任保安局局長葉劉淑儀表示，當時警方沒有按機制向保安局局長通報，葉劉猜測警方可能直接向政務司司長陳方安生匯報。[14]

## 相關影視作品
- 《毒舌大狀》[15]
- 《真相猜·情·尋》第4集
- 《A-1頭條》

## 外部連結
- 香港經濟日報 彭楚盈死因聆訊相關文章